# Щербаков Олег Васильович
Олег Васильович Щербаков (рос. Олег Васильевич Щербаков; нар. 18 червня 1966) — радянський та російський футболіст, нападник.

## Життєпис
Вихованець воронезького футболу. На дорослому рівні почав виступати в 1986 році за клуб «Атом» (Нововоронезький) у другій лізі. У 1987 році перейшов у «Хімік» (Дзержинськ). З середини 1988 року грав за воронезький «Факел», в його складі став переможцем турніру другої ліги, наступного року зіграв один матч у першій лізі. Закінчував сезон 1989 року в липецкому «Металурзі», потім два роки не грав у змаганнях майстрів.
Після розпаду СРСР перейшов у «Океан» (Керч), який виступав у перехідній лізі України (третій дивізіон).
В середині 1992 року повернувся в «Факел». Дебютував у вищій лізі Росії 13 липня 1992 року в матчі проти «Океану» (Находка), вийшов на заміну на 58-й хвилині, але вже на 82-й хвилині його заміненили. Всього у вищій лізі провів 11 матчів, жоден з яких не відіграв повністю. Його команда за підсумками сезону покинула вищу лігу. У наступному сезоні провів два матчі в першій лізі.
У 1993 році перейшов у німецький клуб регіональної ліги «Фрехен-20», в ньому виступав разом з ще двома колишніми гравцями «Факела» — Віктором Ващенко та Вадимом Сосуліним. Після повернення в Росію грав за «Світанок» (Троїцьке) в третій лізі і за «Газовик» (Острогожськ) в аматорських змаганнях, в складі останнього став володарем Кубка Росії серед аматорів (1998).
Після завершення кар'єри проживає та працює в Воронежі. Виступає в змаганнях ветеранів.